# Проблема создателя Бога
Проблема создателя Бога — философская проблема, возникающая при допущении существования Бога: «Если Вселенная была создана высшим существом, кто создал это высшее существо?». С точки зрения детерминизма и других доктрин, завязанных на всеобщей причинности, такой вопрос создаёт бесконечную регрессию: его можно повторять бесконечно, и ответ всегда будет порождать ту же самую задачу — приводит пример индийский мыслитель и религиозный деятель Ошо в книге «Великий вызов. Жизнь за пределами обыденности».
Используется как ответ на Космологический аргумент, который выглядит так: «Всё должно иметь причину. Цепочка причин не может быть бесконечной, должна быть самая первая причина. Первопричину всего некоторые называют Бог». Эта версия частично встречается у Аристотеля.

## Перспективы и мнения
Формулировка Ричарда Докинза звучит так: «Кто создал Бога?». Далее в книге «Бог как иллюзия» учёный замечает, что доказать отсутствие Бога посредством этой проблемы невозможно, но указывает на малую вероятность его существования.
С позиции теологии проблемы не существует: религия может объяснять Бога, как существо, появившееся из ничего (ex nihilo); как существо, создавшее само себя (например, в мифологии Древнего Египта); как существо, имевшее место всегда; или относить вопрос к области непознаваемого. Древнегреческий философ Гераклит отвечал: «Давайте не делать случайных предположений о величайших материях». Крескас хоть и критиковал Аристотеля и Маймонида, вместе с ними придерживался Космологического аргумента.
Креационизм не даёт однозначного решения Проблемы создателя Бога, что используется критиками этой идеи. С точки зрения Вадима Корпачёва (ссылающегося на критерии научности Карла Поппера), этот момент относит креационизм к разряду религиозных убеждений и метафизических концепций, а не научных теорий.
Наука не имеет доказательств существования (и несуществования) Бога, поэтому не занимается поиском ответа на вопрос напрямую. Однако, существуют космологические модели о рождении и развитии Вселенной.